# دستان ساتپایف
دستان ساتپایف (انگلیسی: Dastan Satpayev؛ زادهٔ ۱۲ اوت ۲۰۰۸) بازیکن فوتبال اهل قزاقستان است که در حال حاضر برای غیرت در پست مهاجم بازی می‌کند.
وی همچنین در تیم‌های ملی فوتبال زیر ۱۷ سال و بزرگسالان قزاقستان بازی کرده است.